# Glauco Venier
Glauco Venier (Sedegliano, 8 settembre 1962) è un pianista e compositore italiano.

## Biografia
Dopo essersi diplomato in Organo presso il conservatorio "Jacopo Tomadini" di Udine (1985), comincia la sua carriera jazzistica studiando presso importanti masterclass italiani (Perugia, Siena ecc.) e frequentando grandi maestri, uno fra i quali è Franco D'Andrea. Nel 1990 ha l'occasione di trasferirsi negli Stati Uniti per studiare presso il prestigioso Berklee College of Music di Boston, con il pianista Ray Santisi. Nello stesso anno pubblica anche il suo primo CD, dal titolo Finlandia. La sua attività musicale poi prende vigore con la costituzione del trio con Salvatore Majore (contrabbasso) e Roberto Dani (batteria), con i quali registrerà diversi cd, fra il 1994 e il 1997.
Va poi certamente citato il suo lungo sodalizio con il trombettista Kenny Wheeler, insieme al quale e a Norma Winstone ha formato un trio che nel 2003 ha visto l'avvicendamento della tromba con il saxofono, sancito dalla registrazione dell'album “Chamber Music” per la Universal Music nel 2004 e ultimamente dal cd "Distances", edito dalla ECM (2008). Un'altra collaborazione degna di nota è stata quella con Lee Konitz, contenuta nell'album "Ides of March".
Ha eseguito concerti in Italia, Germania, Francia, Spagna, Portogallo, Svizzera, Inghilterra, Repubblica Ceca, Austria, Slovenia, Croazia, Russia, Belgio, Israele, Stati Uniti d'America, Australia, Argentina, Corea, Giappone e Cina. Ha inoltre registrato sue composizioni per Rai, BBC, ORF, WDR e altre radiotelevisioni russe, slovene e croate. Attualmente è insegnante presso il corso di jazz del Conservatorio "Jacopo Tomadini" di Udine.
Nel 2008 l'album "Distances"  di Venier (con Norma Winstone) è stato nominato alla 51ª edizione dei Grammy Awards, come miglior album jazz vocale.

## Collaborazioni
Glauco Venier, oltre ai già citati, ha suonato con Steve Swallow, Marc Johnson, Randy Brecker, Kurt Elling, Charlie Mariano, Adam Nussbaum, Toots Thielemans, Ralph Towner, Enrico Rava, Paolo Fresu, Joey Baron, Nguyên Lê, Gabriele Mirabassi, Giovanni Falzone,, Massimo Urbani, Gianni Basso, Maria Pia De Vito, Valery Ponomarev, George Garzone, Hal Crook, Stefano Di Battista, Flavio Boltro, Fabrizio Bosso e molti altri.

## Discografia Selezionata
- Suite per Pier Paolo - 2022
- La Ricchezza della Povertá - 2019
- Mainerio - 2018
- Descansado - ECM 2018
- Miniatures - ECM 2016
- Dance without answer - ECM 2014
- Symphonika - 2014
- Waits - 2013
- Symphonica - 2012
- Stories yet to tell - ECM 2010
- Glauco Venier suona Frank Zappa - 2008
- Distances - ECM 2008
- Intermezzo - 2007
- Hommage a Duke - 2007
- Chamber Music - 2004
- Dal Libro de Balli di Giorgio Mainerio - 2004
- Chamber Music - UNIVERSAL - 2003
- La Ballata della speranza - 2000
- Gorizia - 1998
- Un anno - 1998
- Seasons - 1999
- L'insiùm - 1996
- Faces - 1995
- Finlandia - 1991